# Lega sociale (storia romana)
La lega sociale o lega italica fu un'alleanza conclusa tra i vari popoli dell'Italia centrale per combattere i romani ai quali si erano ribellati durante la guerra sociale (91-88 a.C.).

## Storia
Di questa lega, detta sociale o italica, facevano parte Marsi, Peligni, Vestini, Marrucini, Piceni, Pretuzi, Frentani, Pentri, Irpini, Venusini, Apuli, Campani e Lucani. La loro città di rappresentanza fu Corfinio, ribattezzata Italica.

## Monetazione
La lega italica forgiò anche una serie di monete per marcare la propria indipendenza da Roma, recanti in epigrafe la legenda Italia.